# Episodi di The Goldbergs (sesta stagione)
La sesta stagione della serie televisiva The Goldbergs è stata trasmessa in prima visione sul canale statunitense ABC dal 26 settembre 2018 all'8 maggio 2019.
In Italia, la stagione è stata trasmessa in prima visione dividendola in due parti: la prima (ep. 1-16) è andata in onda su Joi dal 23 marzo  all'11 maggio 2019, mentre la seconda (ep. 17-23) su Premium Stories dal 31 agosto  al 14 settembre 2019. In chiaro va in onda su Italia 1 dal 29 luglio 2021.
| n° | Titolo originale                      | Titolo italiano                        | Prima TV USA      | Prima TV Italia   |
| -- | ------------------------------------- | -------------------------------------- | ----------------- | ----------------- |
| 1  | Sixteen Candles                       | Un compleanno da ricordare             | 26 settembre 2018 | 23 marzo 2019     |
| 2  | You Got Zuko'd                        | Trasformazioni                         | 3 ottobre 2018    | 23 marzo 2019     |
| 3  | RAD!                                  | Da paura                               | 10 ottobre 2018   | 30 marzo 2019     |
| 4  | Hersheypark                           | Hershey Park                           | 17 ottobre 2018   | 30 marzo 2019     |
| 5  | Mister Knifey-Hands                   | Mister Mani di Lama                    | 24 ottobre 2018   | 6 aprile 2019     |
| 6  | Fiddler                               | Il violinista                          | 31 ottobre 2018   | 6 aprile 2019     |
| 7  | Bohemian Rap City                     | Bohemian Rap City                      | 7 novembre 2018   | 13 aprile 2019    |
| 8  | The Living Room: A 100% True Story    | Il soggiorno: una storia vera al 100%  | 28 novembre 2018  | 13 aprile 2019    |
| 9  | Bachelor party                        | Addio al Celibato                      | 5 dicembre 2018   | 20 aprile 2019    |
| 10 | Yippee Ki Yay Melon Farmer            | Un Sequel Indimenticabile              | 12 dicembre 2018  | 20 aprile 2019    |
| 11 | The Wedding Singer                    | Il cantante per il matrimonio          | 9 gennaio 2019    | 27 aprile 2019    |
| 12 | The Pina Colada Episode               | La pina colada                         | 16 gennaio 2019   | 27 aprile 2019    |
| 13 | I Coulda Been a Lawyer                | Avrei potuto fare l'avvocato           | 23 gennaio 2019   | 4 maggio 2019     |
| 14 | Major League'd                        | Major League-ati                       | 30 gennaio 2019   | 4 maggio 2019     |
| 15 | My Valentine Boy                      | Un grandioso San Valentino             | 13 febbraio 2019  | 11 maggio 2019    |
| 16 | There Can Be Only One Highlander Club | Un solo Highlander Club                | 20 febbraio 2019  | 11 maggio 2019    |
| 17 | Our Perfect Strangers                 | Il nostro perfetto americano           | 27 febbraio 2019  | 31 agosto 2019    |
| 18 | The Beverly Goldberg Cookbook         | Il libro di cucina di Beverly Goldberg | 13 marzo 2019     | 31 agosto 2019    |
| 19 | Eight-bit Goldbergs                   | I Goldberg in 8 bit                    | 20 marzo 2019     | 7 settembre 2019  |
| 20 | This is This is Spinal Tap            | Come "This is Spinal Tap"              | 3 aprile 2019     | 7 settembre 2019  |
| 21 | I Lost on Jeopardy                    | Ho perso a Jeopardy                    | 10 aprile 2019    | 14 settembre 2019 |
| 22 | Mom Trumps Willow                     | Mamma batte Willow                     | 1 maggio 2019     | 14 settembre 2019 |
| 23 | Breakin                               | Breakdance                             | 8 maggio 2019     | 14 settembre 2019 |

## Un compleanno da ricordare
- Titolo originale: Sixteen Candles
- Diretto da: Lew Schneider
- Scritto da: Alex Barnow

### Trama
Preoccupati dai piani di Barry e Lainey di sposarsi ed Erica che ha abbandonato il college, Beverly e Murray dimenticano il sedicesimo compleanno di Adam. Barry e Lainey manipolano Beverly per farli sposare da nipoti promettenti, ed Erica suggerisce di andare ad Atlantic City per discutere del loro fidanzamento. Mentre si trova su una nave da crociera, la costante paura soffocante di Beverly costringe Lainey a porre fine al fidanzamento, temendo che questo non sia il futuro che sta cercando. Quando uno scoraggiato Barry si lamenta con Bill e Murray, quest'ultimo convince Lainey ad andare avanti con i loro piani di matrimonio con Barry, proclamando che non vuole che si rompano. 
Nel frattempo, quando Adam scopre che i suoi genitori hanno dimenticato il suo compleanno, chiede a Erica di organizzare una grande festa alla Sixteen Candles. Erica, che ha appreso in precedenza che lei e la sua band hanno accumulato un'enorme bolletta dell'elettricità, è d'accordo e allontana segretamente i suoi genitori per distogliere l'attenzione negativa da sé. La festa di Adam perde presto il controllo, costringendolo a chiedere l'aiuto di Erica, credendo che fosse il suo regalo di compleanno. Erica e Adam scoprono presto le loro incomprensioni e un Adam inorridito rinnega Erica, dicendo che voleva solo essere fantastico come Erica era al liceo. Alla fine perdona Erica e si godono le ultime ore della festa.
- Colonna sonora: If You Were Here dei Thompson Twins.

## Trasformazioni
- Titolo originale: You Got Zuko'd
- Diretto da: Jason Blount
- Scritto da: David Guarascio

### Trama
La fidanzata di Adam, Jackie, torna da un'estate alla New York University con una personalità completamente nuova e Adam deve impegnarsi per salvare la sua relazione quando interpreta male i consigli dati dai suoi cari, e cambia personalità per cercare di impressionare Jackie, come Sandy Olson cerca di impressionare Danny Zuko in Grease. Nel frattempo, Beverly non è impressionata dalle abilità domestiche di Lainey, insistendo sul fatto che Lainey impari a cucinare per Barry bene quanto lei.
- Colonna sonora: White Wedding di Billy Idol.

## Da paura
- Titolo originale: RAD!
- Diretto da: Lew Schneider
- Scritto da: Dan Levy

### Trama
Erica trova lavoro nel nuovo bar karaoke della città e proibisce immediatamente a sua madre di entrare e cantare. Ma quando il proprietario dice a Erica che è una buona cosa portare clienti extra, lei invita Bev e le sue amiche. Erica permette con riluttanza a Beverly e alle sue amiche di cantare canzoni insieme, e dopo che Erica rimprovera Beverly per averla messa in imbarazzo, quest'ultima dice a Erica che vede sempre il peggio di lei e se ne va. Lei e Beverly alla fine fanno pace e cantano "Jessie's Girl" insieme. 
Nel frattempo, Pops dà a Barry e Lainey $ 500, dicendo loro di usare i soldi con saggezza, ma sia Barry che Lainey sprecano rapidamente i soldi per una bici BMX "radiosa" e un keytar. Murray quindi tenta di insegnare a Barry come risparmiare denaro e lui lo ascolta, comportandosi come Murray. Tuttavia, risparmia solo $ 6. Barry e Lainey allora cercano di fare un sacco di soldi con le cose che hanno comprato, ma Murray dice loro che entrambi puzzano per le cose che hanno comprato. Murray alla fine cambia idea, convince i due a non vendere le loro cose, apre un conto di risparmio e ci mette i $ 6 risparmiati da Barry.
- Guest star: Rick Springfield (Gary Globberman).
- Colonna sonora: Jessie's Girl di Rick Springfield e La Bamba di Ritchie Valens (cover di Hayley Orrantia e Sam Lerner).

## Hershey Park
- Titolo originale: Hersheypark
- Diretto da: Jay Chandrasekhar
- Scritto da: Daisy Gardner

### Trama
L'eccitazione di Adam per la gita scolastica a Hershey Park viene stemperata quando Beverly insiste per fare da accompagnatrice. Viene a sapere da Jackie, Dave Kim, Chad Kremp ed Emmy Mirsky che tutti hanno proibito ai genitori di accompagnarli alle gite da un anno o più. Adam si ribella dicendo a sua madre che il viaggio è stato cancellato, ma quando Beverly scopre la verità, scrive ad Adam una delle sue famigerate "lettere di colpa". Adam cede, solo per scoprire che Beverly ha insegnato anche ai genitori dei suoi amici come scrivere la perfetta lettera di colpa. Così, tutti i genitori accompagnano i figli alla gita. Nel frattempo, Geoff e Barry partecipano al giorno della carriera e ognuno ha una visione diversa. Non volendo seguire le orme di suo padre come oculista, Geoff fa invece uno stage presso il negozio di mobili di Murray, mentre Barry mostra buone capacità con i pazienti quando assiste Lou Schwartz nel suo studio di oculistica.
- Colonna sonora: She Drives Me Crazy dei Fine Young Cannibals.

## Mister Mani di Lama
- Titolo originale: Mister Knifey-Hands
- Diretto da: Lew Schneider
- Scritto da: Andrew Secunda

### Trama
Adam insiste che è abbastanza grande per guardare Nightmare con Jackie e i suoi genitori, ma finisce per non riuscire a dormire per la paura. Beverly pensa che le sue premure allevieranno gli incubi di suo figlio, ma alla fine Adam riesce a dormire di nuovo dopo che il signor Geary gli mostra una rivista dell'industria cinematografica, con un articolo su come il trucco di Freddy Krueger viene applicato all'attore dall'aspetto comune Robert Englund. Tuttavia, Beverly affronta i genitori di Jackie per aver corrotto il suo piccolo, trascinando con sé Murray che è già convinto che i genitori siano "hippy". Nel frattempo, Erica si rifiuta di indossare il costume da coppia "zoppo" di Geoff alla festa di Halloween del liceo. Ma dopo che il signor Glascott la convince a parlare alla sua classe della vita dopo il liceo, Erica inizia a rivivere i suoi giorni di gloria come studentessa popolare. Inizia a presentarsi a scuola tutti i giorni, spingendo Geoff a chiamarla "tredicesima elementare" fino a quando non se ne va.
- Colonna sonora: You Make My Dreams dei Hall & Oates.

## Il violinista
- Titolo originale: Fiddler
- Diretto da: Jason Blount
- Scritto da: Chris Bishop

### Trama
Murray assume una sorta di ruolo di "papà sportivo" con Adam, incoraggiando suo figlio a fare un provino per il ruolo principale nella produzione scolastica di Il violinista sul tetto. Ma Adam odia invece lo spettacolo e fa un'audizione per un piccolo ruolo. Alla fine placa suo padre accettando di essere il sostituto per il ruolo principale. Nel frattempo, Erica viene a sapere che Geoff ha fatto davvero bene il suo test SAT e vuole frequentare l'UCLA. Erica vede l'opportunità di unirsi a Geoff e scrivere jingle commerciali. Non volendo che sua figlia se ne vada, Beverly convince Erica a sviluppare un'audizione di jingle per prodotti sciocchi che non esistono. Erica alla fine riconosce il sabotaggio, poiché sua madre ha fatto una cosa simile prima del test SAT di Erica.
- Colonna sonora: The Living Years di Mike and the Mechanics.

## Bohemian Rap City
- Titolo originale: Bohemian Rap City
- Diretto da: Jay Chandrasekhar
- Scritto da: Chris Bishop

### Trama
L'ossessione di Adam per i giocattoli è motivo di preoccupazione per Beverly e Murray, che cercano di distrarlo con un nuovo hobby. Nel frattempo, i Dropouts decidono di fare un provino per Star Search, ma il loro ego minaccia il futuro della band.
- Colonna sonora: Bohemian Rhapsody dei Queen.

## Il soggiorno: una storia vera al 100%
- Titolo originale: The Living Room: A 100 Percent True Story
- Diretto da: Lew Schneider
- Scritto da: Lauren Bans

### Trama
Barry si rende conto che come futuro medico, dovrebbe essere più preoccupato per la salute di Murray, quindi arruola i JTP e l'allenatore Mellor per aiutare a rimettere in forma suo padre. Nel frattempo, Beverly è inorridita nell'apprendere che Erica e Adam non vogliono nessuno degli inestimabili cimeli di famiglia nel suo lussuoso soggiorno mai realmente utilizzato.
- Colonna sonora: Time for Me to Fly dei REO Speedwagon.

## Addio al Celibato
- Titolo originale: Bachelor Party
- Diretto da: Christine Lakin
- Scritto da: Mike Sikowitz

### Trama
Barry nomina Adam suo testimone e gli incarica di organizzare l'addio al celibato più epico di sempre. Adam cerca di dare a Barry la festa sfrenata che vuole, anche chiedendo l'aiuto di zio Marvin, ma Barry si rende presto conto che preferirebbe passare dei momenti tranquilli con i suoi amici e Adam. Nel frattempo, Beverly compra una nuova macchina per Murray, che inizialmente detesta il fatto che lei si concederebbe il lusso di lui fino a quando non l'accetta solo perché l'auto si rompa per sempre.
- Colonna sonora: Just What I Needed dei The Cars.

## Un Sequel Indimenticabile
- Titolo originale: Yippee Ki Yay Melon Farmer
- Diretto da: Richie Keen
- Scritto da: Aaron Kaczander

### Trama
Adam si innamora del film Trappola di cristallo e desidera ardentemente fare la sua versione del film. Quando Marvin si presenta e si vanta del suo nuovo ruolo in TV, si allea con Adam per realizzare una versione a basso budget del film. Murray cerca di sostenerli finché non scopre che il nuovo ruolo televisivo di Marvin è in un episodio di Cops. Nel frattempo, Barry è entusiasta di avere finalmente una scusa per festeggiare il Natale, ma è deluso nell'apprendere che Bill e Lainey non celebrano le vacanze da quando la madre di Lainey se n'è andata. Barry decide di dire a Beverly che il Natale a casa di Lainey è incredibile, così lei gli regalerà un Hannukah ancora più fantastico.
- Colonna sonora: Christmas Wrapping dei Waitresses.

## Il cantante per il matrimonio
- Titolo originale: The Wedding Singer
- Diretto da: Lew Schneider
- Scritto da: Rachel Sweet

### Trama
Con l'avvicinarsi del matrimonio di Barry e Lainey, i due iniziano a rendersi conto che non sono pronti e fanno fatica a dirlo alla loro famiglia. Sfortunatamente per loro, Beverly sta facendo di tutto per regalare loro un matrimonio da sogno, tentando persino di assumere il cantante di matrimoni Robbie Hart per suonare all'evento. Nel frattempo, Adam cerca di farsi assumere come operatore video per il matrimonio, ma viene respinto perché i suoi video sono troppo stravaganti. Geoff tenta di aiutare e Adam rivela che lotta con emozioni vere, nascondendosi dietro l'umorismo. Alla fine, Lainey decide che non può portare a termine il matrimonio e decide di volare a Los Angeles per intraprendere la sua carriera musicale. Barry la segue, intento ad andare con lei. Tuttavia, quando Robbie Hart canta una canzone a Julia sull'aereo, Barry e Lainey si rendono conto che non sono pronti per sposarsi, ma promettono di tornare insieme quando lo saranno. Adam fa un video tributo alla relazione tra Barry e Lainey per rallegrare Barry e Adam adulto afferma che Barry e Lainey non si sono sposati negli anni '80, ma in seguito hanno riallacciato il loro rapporto.
- Guest star: Jon Lovitz (Jimmie Moore)

- Colonna sonora: Grow Old With You di Adam Sandler e Robbie Hart.

## La pina colada
- Titolo originale: The Pina Colada Episode
- Diretto da: Lea Thompson
- Scritto da: Erik Weiner

### Trama
Dopo che Lainey si è trasferita a Los Angeles, Barry ha il cuore spezzato per la scomparsa del suo primo amore. Anche Erica è triste perché la sua compagna di band è andata da sola e Bill soffre della sindrome del nido vuoto. Murray cerca di guarirli dalla tristezza comprando loro un'autoradio. Beverly e Geoff si uniscono a loro, ma le loro buffonate rompono la radio che suona continuamente la canzone Escape. Quando rimangono bloccati nel traffico, Bill li lascia e Murray dice a Barry, Erica e Beverly che Lainey manca anche a lui. Dopo che Murray si è calmato a cena (con Erica, Beverly e Barry che cantano a bassa voce Escape), si rende conto che non deve essere lui il forte. Poi Murray, Erica, Barry e Beverly guardano Charles Barkley giocare con i Philadelphia 76ers, con Bill e Geoff che si uniscono a loro. Nel frattempo, l'allenatore Mellor annuncia che lascerà William Penn. Quindi un altro insegnante di ginnastica lo avrebbe sostituito. Adam si eccita perché pensa che non correrà il miglio. Il primo insegnante di ginnastica ha continuato a bloccare i tiri quando la classe ha fatto alcuni esercizi di basket, quindi è stato sostituito dal fratello dell'allenatore Mellor, Nick. Adam pensa di poter imbrogliare per correre il miglio proprio come Rosie Ruiz che ha vinto la maratona di Boston prendendo la metropolitana. Arruola Pops per aiutarlo, ma Nick scopre il piano. Alla fine, Adam finalmente corre il miglio e dice addio all'allenatore Mellor.
- Guest star: Charles Barkley (Coach Green), Bill Goldberg (Coach Nick Mellor).
- Colonna sonora: Escape (The Piña Colada Song) di Rupert Holmes.

## Avrei potuto fare l'avvocato
- Titolo originale: I Coulda Been a Lawyer
- Diretto da: Jay Chandrasekhar
- Scritto da: Steve Basilone

### Trama
Dopo che Beverly è stata investita da un'auto in un incrocio mentre si recava a fare commissioni, si dirige al consiglio comunale per chiedere che venga messo un segnale di stop in quell'incrocio. Quindi Adam fa un video con Pops per cercare di convincere il consiglio a installare un segnale di stop. Nel frattempo, Barry finalmente si riprende dalla partenza di Lainey solo per scoprire che non ha preparato la sua tesina per il college e chiede a Murray di aiutarlo. Dopo aver appreso del segnale di stop, Erica cerca di motivare Beverly a continuare la sua azione legale solo per cambiare idea subito dopo, portando Erica ad ammettere che il fatto che Lainey ha abbandonato la band l'ha colpita al punto da dubitare del suo futuro, il che sta venendo fuori proprio con i consigli dati a sua madre. Alla fine, Bev decide di scrivere un libro di cucina e incoraggia Erica a non abbandonare il suo sogno, Murray si rende conto che Barry è cresciuto più di quanto pensasse e un nuovo segnale di stop viene posizionato all'incrocio, il che significa che non ci saranno più incidenti stradali per Beverly la prossima volta che andrà a fare delle commissioni.
- Colonna sonora: I Wanna Dance with Somebody (Who Loves Me) di Hayley Orrantia.

## Major League-ati
- Titolo originale: Major League'd
- Diretto da: Lea Thompson
- Scritto da: Alex Barnow

### Trama
Il preside Ball vuole sbarazzarsi del programma di baseball alla William Penn Charter School. Quindi arruola il signor Crosby per reclutare studenti per la squadra. Barry e Adam vengono reclutati insieme a Dave Kim e ai JTP. Barry si mette gli occhiali per migliorare il suo lancio ma viene preso in giro dai rivali dei JTP. Si allenano più duramente e li affrontano in una partita. Adam viene colpito da un tiro. E proprio come il personaggio di Charlie Sheen nel film, Barry si lancia contro il rivale della William Penn. Ma tirando i suoi lanci contro altri giocatori di baseball si fa espellere involontariamente dalla partita. Nel frattempo, Erica e Geoff scappano per un appuntamento romantico con l'auto di Murray, ma la macchina finisce per cadere da un dirupo. Tuttavia, il padre di Geoff vuole porre fine alla loro relazione a causa dell'onestà di suo figlio.
- Colonna sonora: Wild Thing degli X.

- La trama dell'episodio è basata sul film Major League - La squadra più scassata della lega.

## Un grandioso San Valentino
- Titolo originale: My Valentine Boy
- Diretto da: Lew Schneider
- Scritto da: Matt Mira

### Trama
Mentre Barry si rattrista per l'assenza di Lainey, Erica e i JTP cercano di aumentare la sua fiducia. Barry incita Geoff a essere scortese con il nuovo amico di Erica, un ragazzo sexy di nome Evan, temendo che Evan possa distruggere la relazione di Geoff ed Erica. Nel frattempo, Adam e Jackie vogliono entrambi festeggiare il loro San Valentino da soli, ma Adam deve sbarazzarsi di Beverly così cerca di costringere Murray a passare la serata con lei.
- Guest star: Evan Dando (Joey Wawa).

- Colonna sonora: Confetti dei The Lemonheads.

## Un solo Highlander Club
- Titolo originale: There Can Be Only One Highlander Club
- Diretto da: Lew Schneider
- Scritto da: Alison Rich e Donielle Muransky

### Trama
Beverly cerca di creare un'amicizia tra Johnny Atkins e Adam. Quando Johnny vede che Adam ha una passione per Highlander, suggerisce che potrebbero creare il proprio club, ma Adam decide di tradirlo, portando a una guerra. Alla fine si riconciliano, anche se la ragazza di Atkins, Carla, lo lascia per Dave Kim. Nel frattempo, Murray rincontra un vecchio amico mentre litiga per un parcheggio. Si scopre che non si erano tenuti in contatto dopo il liceo. Barry cerca di evitare la stessa sorte con i JTP, ma alla fine riesce a trovare e a riunire i vecchi amici di Murray.
- Colonna sonora: Princes of the Universe dei Queen, Somebody di Bryan Adams.

## Il nostro perfetto americano
- Titolo originale: Our Perfect Strangers
- Diretto da: Kevin Smith
- Scritto da: Mike Sikowitz

### Trama
Quando Pops annuncia che suo cugino Gelb verrà a trovarlo, Erica, Barry e Adam non sono entusiasti di vederlo finché non si rendono conto che possono usarlo come Balki (della sitcom Balki e Larry) per fargli comprare cose che non possono permettersi. Anche se si divertono, sono devastati quando rivela la verità e alla fine decidono di migliorare la sua vita. Inoltre, Beverly ha in programma di fare un libro di cucina, ma ne segue una discussione con le sue amiche che le si rivoltano contro. Successivamente lei riacquista la loro amicizia quando Murray li fa visita.
- Colonna sonora: Nothing's Gonna Stop Me Now di David Pomeranz.

## Il libro di cucina di Beverly Goldberg
- Titolo originale: The Beverly Goldberg Cookbook
- Diretto da: Fred Savage
- Scritto da: Hans Rodionoff

### Trama
Beverly cucina sempre per la sua famiglia. Ispirata da Julia Child, invia i manoscritti del suo libro di cucina agli editori, solo per essere rifiutata perché pensano che la sua cucina sia "orribile". Così Adam decide di aiutare Beverly a filmare uno show televisivo ad accesso pubblico in cucina, proprio come The French Chef, in modo che Beverly possa promuovere il suo libro. Ma va nel panico davanti alla telecamera e parla come Julia Child, facendo sì che Adam le dica quanto lo mette in imbarazzo ogni volta. Provano di nuovo a girare in un vero studio televisivo, ma Adam si blocca davanti alla telecamera per poi svenire. Nel frattempo, Murray aiuta Barry quando rovina la sua lettera di raccomandazioni per il college.
- Colonna sonora: Keep On Loving You dei REO Speedwagon.

## I Goldberg in 8 bit
- Titolo originale: Eight-bit Goldbergs
- Diretto da: Jay Chandrasekhar
- Scritto da: Lauren Bans

### Trama
Ispirato dopo aver giocato al gioco per computer Leisure Suit Larry, Adam crea il suo gioco a 8 bit con personaggi basati sulla sua famiglia, ma affronta le critiche di Barry ed Erica per aver usato le loro sembianze senza consenso. Adam cambia il personaggio di Erica in Eric, ma quando il gioco diventa popolare tra i loro compagni di classe, Erica e Barry sono ulteriormente irritati dalla rappresentazione dei loro personaggi e chiedono ad Adam di rimuoverli del tutto dal gioco. Murray, una volta conosciuto il gioco e il modo in cui viene rappresentato, sostiene comunque Adam e lo incoraggia a non cedere a ciò che dicono Erica e Barry. Beverly e Bill cercano di intervenire quando la dipendenza dal gioco d'azzardo di Pops va fuori controllo dopo un viaggio ad Atlantic City.
- Colonna sonora: Hold Me Now dei Thompson Twins.

## Come "This is Spinal Tap"
- Titolo originale: This is This is Spinal Tap
- Diretto da: Ryan Krayser
- Scritto da: Rachel Sweet e Adam Olsen

### Trama
Adam gira il suo primo documentario sul rock quando Erica scopre che ai The Dropouts è stato chiesto di esibirsi allo Spectrum per il Flyers Wives Carnival. Barry vuole entrare nella band di Erica, ma lei non vuole così i due si ritrovano a discutere. Beverly è preoccupata per Murray e lo esorta a consultare un medico per quanto riguarda la sua salute e inizia a diventare paranoica quando scopre che ha un neo sulla schiena, temendo che possa essere cancro. A Murray non piace affatto che Beverly abbia detto ai suoi amici e a Bill del suo neo e si arrabbia quando scopre di aver perso l'opportunità di guardare l'ultima partita di Mike Schmidt al Veterans Stadium dal vivo.
- Colonna sonora: Walk This Way di Run-DMC e Aerosmith.

## Ho perso a Jeopardy
- Titolo originale: I Lost on Jeopardy!
- Diretto da: Lew Schneider
- Scritto da: Alex Barnow e Chris Bishop

### Trama
Erica propone di candidarsi per partecipare a Jeopardy! nel tentativo di aumentare la sua autostima. Il piano, tuttavia, va storto quando lo dice a Beverly e Murray, che pensano che dovrebbe concentrarsi sul ritorno al college invece di candidarsi per partecipare a programmi televisivi. Dopo essere stata respinta, Erica fa lentamente i conti con la realtà della sua situazione. Prima della giornata dei colori della scuola, Barry scopre che Kim ha una cotta per lui, ma si sente in conflitto quando si rende conto che non ha ancora superato l'abbandono di Lainey e fa del suo meglio per sabotare qualsiasi tentativo di conoscere le sue intenzioni, arrivando persino a chiedere ad Adam di darle una lettera di insulti. Barry in seguito ingoia il suo orgoglio, decidendo di aiutare una Kim ferita e di conoscerla come amica.
- Colonna sonora: The Touch di Stan Bush, Solsbury Hill di Peter Gabriel.

## Mamma batte Willow
- Titolo originale: Mom Trumps Willow
- Diretto da: Vernon Davidson
- Scritto da: Andrew Secunda

### Trama
È la festa della mamma, e dopo che Barry ed Erica riescono a evitare di passare del tempo con Beverly, lei non vede l'ora di passare l'intera giornata con Adam, che però ha già pianificato con Dave Kim di vedere il nuovo film Willow. Accetta di fare un servizio fotografico con Beverly prima del film, ma quando lei inizia a mettere la loro foto su tazze e asciugamani, e poi proibisce ad Adam di vedere il film, lui dice a Beverly "Ti odio". A queste parole Beverly si sente ferita e lascia che Adam guardi il film. Qualche tempo dopo, dice ad Adam che ha "finito" con la loro relazione, dicendogli che può perdonarlo solo se può tornare indietro nel tempo per essere un bambino dolce. Prendendo questo a cuore, Adam ricrea la foto più imbarazzante della sua vita, ma Beverly rifiuta le sue scuse. Frustrato, Adam si sfoga dicendo che la odia e la ama. Poi le dice che mentre lei potrebbe aver finito di essere sua madre, lui non avrà mai finito di essere suo figlio. Felice che Adam l'abbia detto per dimostrare quanto la ama, Beverly lo perdona. 
Nel frattempo, Barry viene accettato in più college, inclusa la Penn. Tuttavia, anche Erica viene accettata alla Penn, e successivamente i due si danno battaglia per il diritto di andare alla Penn. Stanco dell'atteggiamento infantile di Barry e rendendosi conto del fatto che è entrato in più college, Murray dà a Erica il via libera per frequentare la Penn. All'orientamento, i due litigano ed Erica rivela che voleva che Barry andasse al college con lei perché ha paura del pensiero di non averlo al suo fianco. Alla fine, i due accettano di frequentare il college insieme.
- Colonna sonora: If This Is It di Huey Lewis e i News.

## Breakdance
- Titolo originale: Breakin'
- Diretto da: Jason Blount
- Scritto da: Adam F. Goldberg e Susan Cinoman

### Trama
Mentre i JTP si preparano a diplomarsi al liceo, Barry si sforza di dire addio ad Adam e ricomincia a prendersela con lui, portando Adam a lasciarsi sfuggire involontariamente che Barry non ha mai nemmeno completato i suoi requisiti di servizio alla comunità. Nel frattempo, dopo che Geoff ha vinto la tristezza della partenza, il suo travolgente stress per i suoi piani estivi gli fa venire un caso di fuoco di Sant'Antonio, con il risultato che Erica pianifica per lei e Geoff il fatto di unirsi ai JTP e di seguire i Grateful Dead per tutta l'estate.
- Colonna sonora: Road to Nowhere dei Talking Heads.